# U.S. National Championships 1914
Gli U.S. National Championships 1914 (conosciuti oggi come US Open) sono stati la 34ª edizione degli U.S. National Championships e quarta prova stagionale dello Slam per il 1914. I tornei maschili si sono disputati al Newport Casino di Newport, quelli femminili e il doppio misto al Philadelphia Cricket Club di Filadelfia, negli Stati Uniti.
Il singolare maschile è stato vinto dallo statunitense Richard Norris Williams, che si è imposto sul connazionale Maurice McLoughlin col punteggio di 6–3, 8–6, 10–8. Il singolare femminile è stato vinto dalla statunitense Mary Browne, che ha battuto in finale in tre set la connazionale Marie Wagner. Nel doppio maschile si sono imposti Maurice McLoughlin e Tom Bundy. Nel doppio femminile hanno trionfato Mary Browne e Louise Riddell Williams. Nel doppio misto la vittoria è andata a Mary Browne, in coppia con Bill Tilden.

## Seniors

### Singolare maschile
Richard Norris Williams ha battuto in finale  Maurice McLoughlin con il punteggio di 6–3, 8–6, 10–8.

### Singolare femminile
Mary Browne ha battuto in finale  Marie Wagner con il punteggio di 6–2, 1–6, 6–1.

### Doppio maschile
Maurice McLoughlin /  Tom Bundy hanno battuto in finale  George Church /  Dean Mathey con il punteggio di 6–4, 6–2, 6–4.

### Doppio femminile
Mary Browne /  Louise Riddell Williams hanno battuto in finale  Louise Raymond /  Edna Wildey con il punteggio di 10–8, 6–2.

### Doppio misto
Mary Browne /  Bill Tilden hanno battuto in finale  Margaret Myers /  J. R. Rowland con il punteggio di 6–1, 6–4.